# Tim Russ
Tim Russ, född 22 juni 1956 i Washington, D.C., är en amerikansk skådespelare, regissör och musiker. Han är mest känd för sin roll som Tuvok i TV-serien Star Trek Voyager och rektor Tim Franklin i serien iCarly.